# MaxFloRec
MaxFloRec – polskie przedsiębiorstwo fonograficzne (wydawnictwo muzyczne, agencja artystyczno-wydawnicza) z siedzibą w Mikołowie. Powstała w roku 2004 z inicjatywy Sebastiana "Rahima" Salberta. Jej kanwę stanowiło istniejące od roku 1998 MaxFloStudio. Wydawnictwo promuje muzykę, którą w większości określić można jako: hip-hop, reggae, ragga, dancehall, funk, soul, elektronika.
Agencja promuje przede wszystkim artystów „odciętych od stołecznej pępowiny”, zapewniając im profesjonalne warunki nagrywania i wydawania płyt, promocji w mediach i kreowania wizerunku. Do wykonawców działających pod szyldem MaxFloRec należą m.in.: Rahim, Pokahontaz, Grubson, Buka, Bob One, BU, Skorup, Jarecki, DJ BRK, K2, Bejf,  Vixen, Arczista czy Kleszcz.
Przy MaxFlo (MaxFloRec) działają m.in. następujący DJ-e: Bambus, BRK, Hopbeat, HWR. Grono producentów zasilają: DiNO, DonDe, Greg/Miliony Decybeli, Snobe Beatz i Zetena. Z wydawnictwem współpracują również beatboxerzy: Linku oraz Minix.
Na oficjalnym kanale przedsiębiorstwa w serwisie YouTube, MaxFloRecTV, możliwy jest bezpłatny odsłuch większości wydanych przez nią tytułów. Dostępne są tam również albumy tzw. rekrutów hip-hopu, czyli członków inicjatywy MaxFloLab. Kanał zawiera też oficjalne teledyski, filmy „making-of”, wywiady z twórcami czy trailery (zapowiedzi).
Hasło przewodnie przedsiębiorstwa brzmi: MaxFloRec. Tworzymy.
Przy wydawnictwie działa również MaxFloSklep – sklep internetowy umożliwiający zakup muzyki w postaci płyt kompaktowych, płyt winylowych, koncertowych DVD czy plików MP3. Nową jakość subkultury hip-hopowej z pewnością tworzą dostępne w sklepie ubrania: bluzy, T-shirty, polo, long sleevy, bandany. W ofercie znajdują się również muzyczne gadżety.